# Laos herrlandslag i fotboll
Laos herrlandslag i fotboll representerar Laos i fotboll. Första matchen spelades den 12 december 1961 i Rangoon, och förlorades med 0-7 till Sydvietnam vid SEAP-spelen.
Laos fotbollslandslag har varit med många gånger i ASEAN-mästerskapet i fotboll (tidigare kallat Tiger cup). 1996 var Laos debutant. Men debuten var inte helt lyckad trots seger mot Kambodja. Under 2004 lyckades man endast besegra Kambodja (2-1). 2007 i tiger cup förlorade man alla tre matcher.